# Metzler-Stiftung
Die gemeinnützige Albert-und-Barbara-von-Metzler-Stiftung, kurz Metzler-Stiftung, fördert besonders Kinder und Jugendliche. 
Daneben unterstützt sie Projekte im Erziehungs-, Bildungs- und Gesundheitswesen, in Wissenschaft und Forschung, Umwelt- und Naturschutz, Entwicklungshilfe, Kunst und Kultur und hilft bei sozialen Nöten. Die Stiftung hat ihren Sitz in Frankfurt am Main. Sie wurde 1998 von dem Bankier Friedrich von Metzler gegründet.

## Struktur
Unter dem Vorstand von Sylvia von Metzler berät ein Kuratorium über die Projekte und begleitet sie sowohl finanziell als auch mit Rat und Tat: Für alle geförderten Projekte oder Initiativen werden Mitarbeiter des Bankhauses Metzler als „Paten“ gewonnen. 

## Projekte
Neben der Unterstützung durch Spenden werden ausgewählte Projekte über die bewährte Matching-Fund-Plus-Formel „1+1=3“ gefördert. 
Dazu spendet die Metzler-Stiftung zunächst eine vereinbarte Summe, und ein Mitarbeiter des Bankhauses Metzler übernimmt die Spendenpatenschaft für das Projekt. Gelingt es dem Paten, Dritte dafür zu gewinnen, mindestens den gleichen Betrag zu spenden, erhält das Projekt noch einmal den Betrag der Metzler-Stiftungs-Spende als Bonus.
Dieses Modell wurde erstmals 1999 anlässlich des 325-jährigen Bestehens des Bankhauses durchgeführt. Die Bank stellte zehn Frankfurter Kulturinstitutionen in einer ersten Tranche 1 Million D-Mark zur Verfügung. Die Institute hatten daraufhin ein Jahr Zeit, diese Summe nochmals selbst zu sammeln. Die Vorgabe wurde weit übertroffen. So konnten Projekte im Wert von insgesamt rund 6 Millionen D-Mark verwirklicht werden.

## Auszeichnungen
Das von der Metzler-Stiftung unterstützte Leseförderprojekt „Ohr liest mit“ wurde 2006 mit dem Kulturförderpreis der deutschen Wirtschaft ausgezeichnet. 
Die Metzler-Stiftung gründete 2004 gemeinsam mit dem Ulmer Transferzentrum für Neurowissenschaften und Lernen das Netzwerk für Gehirnforschung und Schule, das es sich zur Aufgabe gemacht hat, die Erkenntnisse der Gehirnforschung über Lernprozesse in praktischer Anwendung zu überprüfen. Dieses Netzwerk war 2008 Ausgewählter Ort im Land der Ideen. Damit ist das „Netzwerk für Gehirnforschung und Schule“ Teil der Veranstaltungsreihe „365 Orte im Land der Ideen“, die von der Standortinitiative Deutschland – Land der Ideen durchgeführt wird.